# 馬利尼夫卡 (切爾尼希夫區)
51°36′56″N 31°23′1″E / 51.61556°N 31.38361°E

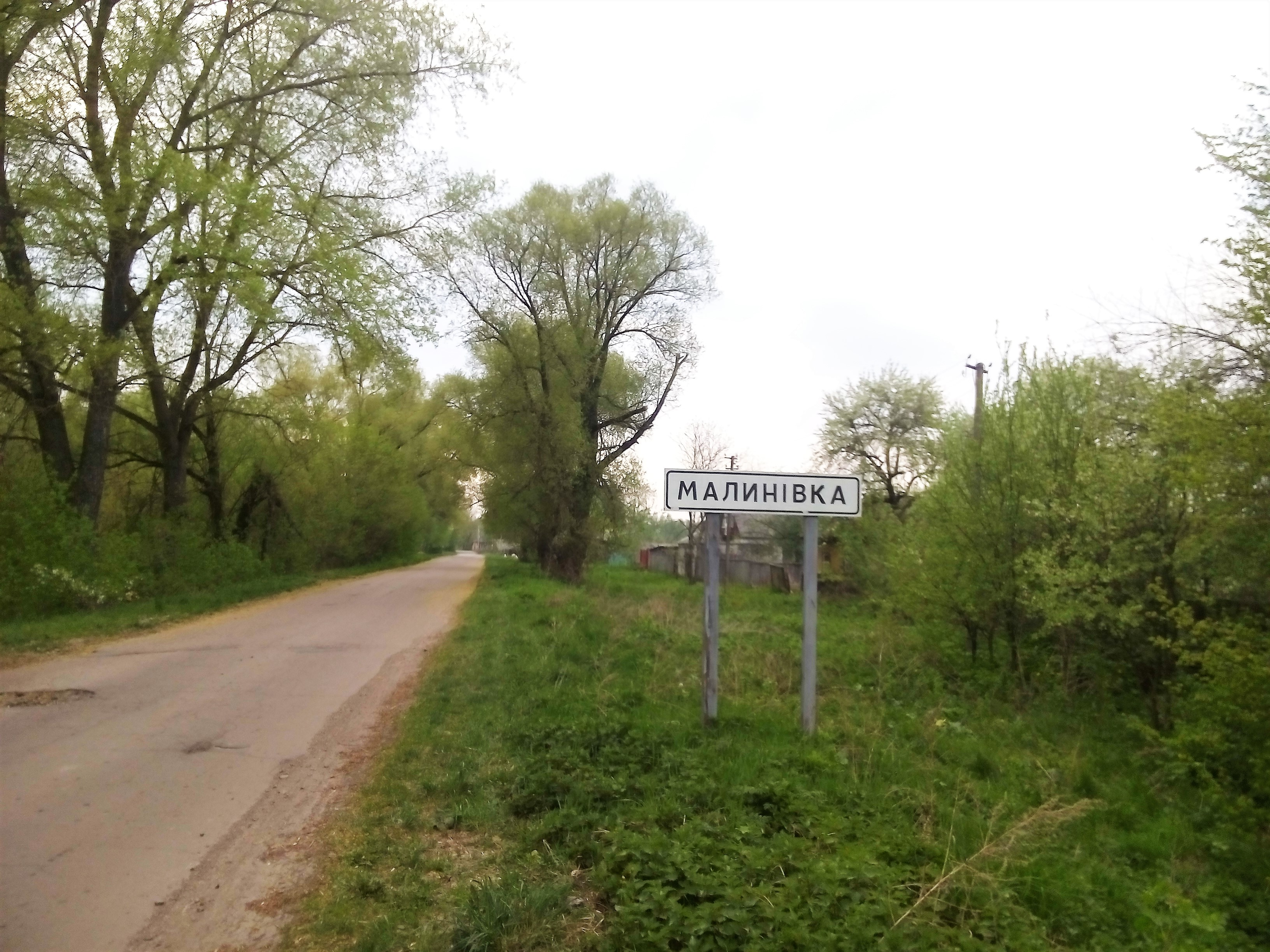
马利尼夫卡

马利尼夫卡（烏克蘭語：Малинівка），是烏克蘭北部切爾尼希夫州切爾尼希夫區基塞利夫卡市镇的村落。始建於1638年，面積1.61平方公里，海拔高度116米，2001年人口223，人口密度每平方公里138.3人。